# 蒲原城
蒲原城（かんばらじょう）は、静岡県静岡市清水区蒲原城山（旧蒲原町）にあった戦国時代の日本の城。静岡市指定史跡。

## 概要
富士川右岸の、東海道と駿河湾を見下ろす標高138メートルの山の頂にある。蒲原から由比・興津にかけての範囲は、高い山地がそのまま駿河湾に突き出す地形であり、平野部分が狭く東海道随一の難所とされる。蒲原城はこの要衝の東口にあたり、さらに富士川を境として諸勢力（今川氏・北条氏・武田氏など）が衝突する際の最前線であったため、「境目の城」として重要拠点となった。築城年代は不明だが、天文年間（1532年～1555年）に今川氏による築城とされる。
一般に蒲原氏数代の城と言われるが、河東の乱（1537年～1545年）の際には今川方で遠州の国人飯尾乗連らが守備に入っており、甲相駿三国同盟期（1554年～1567年）にも駿河の諸将が城番となっていることから、史料上否定されるという。
永禄11年（1568年）12月、甲相駿三国同盟が崩壊し、武田信玄が駿河侵攻を開始する。最初の侵攻で信玄は蒲原城を落とさずに駿府に入ったところ、今川氏救援のため北条氏政が派遣した北条氏信率いる援軍が蒲原城に入り武田軍封じ込めの拠点としたため、信玄はやむを得ず駿河から撤退した。駿河奪還のために掛川城から戻った今川氏真も短期間だが入城している。
永禄12年（1569年）9月から10月にかけて武田信玄が小田原攻めを実施。この結果、北条氏は戦力立て直しを余儀なくされた。
永禄12年（1569年）暮れの再侵攻時には総攻撃を加え、北条氏信ら後北条勢や今川諸将は戦死し12月6日に落城。信玄は自ら城に入って改修し、後北条氏に対する防衛拠点とした。武田方が掌握した。
天正10年（1582年）に織田・徳川連合軍に攻められ落城、廃城となったという。
城跡は新蒲原駅から徒歩で登れる範囲にあるが、中腹に駐車場も設置されている。標高138メートルの山頂を本曲輪とし、その北東側に「善福寺曲輪」と呼ばれる曲輪と大空堀を造り、南西側には二ノ曲輪、三ノ曲輪と呼ばれる区画が階段状に広がる。ほかにも多くの小曲輪を周囲に設置していたが、一部は東名高速道路の建設により破壊されている。今川・武田・北条らの諸勢力が入るごとに改修を行った結果、東西・南北にそれぞれ550メートルほどを測る広大な城域を形成したと考えられている。